# Курдоньор (дворцова архитектура)
Курдоньор (на френски: Cour d'honneur – буквално: „почетен двор“, също срещано: „параден двор“) е приемният двор (там, където се посрещат важни гости) на дворец. Той е затворен от три страни от централния корпус на двореца и страничните му крила, а четвъртата страна е полуотворена – там се намира портала и стражата в централната ос. Прототипът на почетния двор е разработен във френската дворцова архитектура през епохата на ренесанса и е особено характерен за симетричните барокови дворци. Името на почетния двор произлиза от факта, че достъпът до замъка през двора обикновено е разрешен само на специални сановници, които тържествено се посрещат, отдавайки им почит.
По-късно курдоньорите са въведени като представителен елемент и в други светски сгради. Военноморското училище „Мюрвик“ се сдобило с почетен двор от страната с водната площ, върху който първоначално стояла статуята на император Вилхелм II, който през 1910 г. разпоредил изграждането му в стила на Орденсбург-Мариенбург за военноморските сили. Друг пример е Новата канцелария на Райха в Берлин, която е построена по време на националсоциалистическата ера. Новата Федерална канцелария в Берлин също има почетен двор за прием на държавни гости.

## Галерия
- През 1722 г. Версайският дворец има два почетни двора
- Почетен двор на двореца в Манхайм
- Почетен двор на замъка Вайсенщайн близо до Померсфелден, Бавария
- Почетен двор на „Новия дворец“ в Гродно
- Почетен двор на военноморското училище „Мюрвик“, Червеният дворец от 1910 г.
- Почетния двор с навес пред входа на Федералното канцлерство в Берлин
- Новият дворец в Потсдам – почетен двор и постове на почетната стража